# Turbio (rijeka u Venezueli)
Turbio je rijeka u Venezueli. Pritoka je rijeke Cojedes. Pripada porječju rijeke Orinoco.